# 1994年リレハンメルオリンピックのフランス選手団
1994年リレハンメルオリンピックのフランス選手団（1994ねんリレハンメルオリンピックのフランスせんしゅだん）は、1994年2月12日から2月27日まで、ノルウェーのオップラン県リレハンメルで開催された1994年リレハンメルオリンピックのフランス選手団、およびその競技結果。

## 概要
今大会は金メダルはなく、銀メダル1個、銅メダル4個の合計5個のメダルを獲得した。
フィギュアスケートの男子シングルでは、フィリップ・キャンデロロが銅メダルを獲得した。フランス勢のオリンピックのフィギュアスケート競技男子シングルでのメダル獲得は、1972年札幌オリンピックで銅メダルを獲得したパトリック・ペラ以来22年ぶり。

## メダル
| メダル | 選手名                                                                                      | 競技                 | 種目              |
| ------ | ------------------------------------------------------------------------------------------- | -------------------- | ----------------- |
| 銀     | アンヌ・ブリアン                                                                            | バイアスロン         | 女子15km          |
| 銅     | エドガー・グロスピロン                                                                      | フリースタイルスキー | 男子モーグル      |
| 銅     | フィリップ・キャンデロロ                                                                    | フィギュアスケート   | 男子シングル      |
| 銅     | ティエリー・デュッセール パトリーセ・バリー＝サラン リオネル・ルロン エルヴェ・フランディン | バイアスロン         | 男子4×7.5kmリレー |
| 銅     | コリン・ニオグレ ヴェロニク・クローデル デルフィネ・エマン アンヌ・ブリアン                 | バイアスロン         | 女子4×7.5kmリレー |